# Adélaïde-Thérèse Feuchère
Adélaïde-Thérèse Feuchère, dite Mademoiselle Feuchère, est une actrice française née le 15 octobre 1764 et morte à Paris le 10 juin 1845, active à Paris, en Suède et à Lyon.

## Biographie
Adélaïde-Thérèse Feuchère naît dans une famille de comédiens ; sa mère et sa sœur sont également comédiennes, engagées au théâtre de Lyon. Elle fait ses débuts à l'âge de quinze ans à la Comédie-Française à Paris lors de la saison 1783-1784 ; elle joue dans les comédies Les Dehors trompeurs de Louis de Boissy, Zénéide de Louis de Cahusac, La jeune Indienne de Sébastien-Roch Nicolas de Chamfort. Selon Le Censeur dramatique et Le Journal de Paris, son jeu a été apprécié. En 1784, elle est engagée dans la troupe de la Comédie française de Sa Majesté le roi de Suède à Stockholm où elle joue jusqu'en 1787. Elle rentre en France en 1787 et est engagée au théâtre de Lyon.
Elle fait la connaissance en 1790 de l'écrivain, critique et gastronome Alexandre Balthazar Laurent Grimod de La Reynière ; il lui dédie Consolation à Mademoiselle Feuchère. Ils se marient à une date indéterminée : le mariage daterait du 4 septembre 1790 selon Gustave Desnoiresterres, qui se base sur la correspondance de Grimod, ou le 06 juin 1812 selon Ned Rival qui a consulté des minutes notariales.
Le couple n'eut aucun enfant.